# Семилово (Нижньогородська область)
Семилово (рос. Семилово) — село в Виксинському міському окрузі Нижньогородської області Російської Федерації.
Населення становить 23 особи. Входить до складу муніципального утворення Міський округ місто Викса.

## Історія
Раніше населений пункт належав до ліквідованого 2011 року Виксинського району. До 2011 року входило до складу муніципального утворення Новодмитрієвська сільрада.

## Населення
| 1999 | 2002 | 2010 |
| ---- | ---- | ---- |
| 157  | ↘130 | ↘23  |